# Ian Duncan (rallyrijder)
Ian Duncan (Nairobi, 23 juni 1961) is een Keniaans rallyrijder.

## Carrière
Ian Duncan begon zijn competitieve carrière in de motorcross, waarin hij de nationale titel won in de 125cc klasse in 1979 en 1980. In 1981 debuteerde hij in de rallysport. Zijn eerste opwachting in het Wereldkampioenschap rally volgde tijdens de Safari Rally in 1983, waar hij op een negende plaats aan de finish kwam, en daarmee in zijn categorie won. Duncan werd vanaf dat moment een vast aanzicht in de Keniaanse WK-ronde. In 1987 schreef hij voor het eerst ook het Keniaans rallykampioenschap op zijn naam, en zou dit in 1988, 1989, 1991 en later in 2000 ook nog doen. In de jaren negentig was hij onder meer fabrieksrijder bij Toyota, met als meest succesvolle resultaat het winnen van de Safari in 1994. Zijn deelname was kort voor de start van het evenement nog onzeker wegens financiële redenen, maar een lokaal etenswaar bedrijf gaf hem het benodigde geld om deel te kunnen nemen aan de rally, die hij dus uiteindelijk op zijn naam zou schrijven. In de jaren erna behaalde hij als privé-rijder nog enkele podiumplaatsen in de Safari.
Tegenwoordig rijdt Duncan nog steeds rond in het Keniaans kampioenschap. Daarnaast is hij ook opnieuw actief geweest in de motorcross en werd hij in 2008 ook de winnaar van het nationaal autocross kampioenschap. In 2011 keerde hij terug als deelnemer aan de Safari Rally en eindigde met een Mitsubishi Lancer Evolution als derde, terwijl hij in 2012 in hetzelfde evenement als tweede over de streep kwam.

## Complete resultaten in het Wereldkampioenschap rally

### Overwinningen
| Nr. | Seizoen | Rally                       | Navigator        | Auto                    |
| --- | ------- | --------------------------- | ---------------- | ----------------------- |
| 1   | 1994    | 42nd Trustbank Safari Rally | David Williamson | Toyota Celica Turbo 4WD |

### Overzicht van deelnames
| Seizoen | Inschrijving                  | Auto                    | 1   | 2   | 3      | 4      | 5     | 6   | 7   | 8   | 9   | 10  | 11  | 12  | 13  | 14     | Pos. | Punten |
| ------- | ----------------------------- | ----------------------- | --- | --- | ------ | ------ | ----- | --- | --- | --- | --- | --- | --- | --- | --- | ------ | ---- | ------ |
| 1983    | Marshalls East Africa Ltd.    | Nissan 1200 Pick-up     | MON | ZWE | POR    | KEN 9  | FRA   | GRI | NZL | ARG | FIN | ITA | IVK | GBR |     |        | -    | 0      |
| 1984    | Ian Duncan                    | Daihatsu Charade 1.0    | MON | ZWE | POR    | KEN NF | FRA   | GRI | NZL | ARG | FIN | ITA | IVK | GBR |     |        | -    | 0      |
| 1985    | Ian Duncan                    | Toyota Corolla          | MON | ZWE | POR    | KEN NF | FRA   | GRI | NZL | ARG | FIN | ITA | IVK | GBR |     |        | -    | 0      |
| 1986    | Ian Duncan                    | Toyota Corolla          | MON | ZWE | POR    | KEN NF | FRA   | GRI | NZL | ARG | FIN | IVK | ITA | GBR | VST |        | -    | 0      |
| 1988    | Fuji Heavy Industries         | Subaru RX Turbo         | MON | ZWE | POR    | KEN 6  | FRA   | GRI | VST | NZL | ARG | FIN | IVK | ITA | GBR |        | 43   | 6      |
| 1989    | Toyota Team Kenya             | Toyota Supra Turbo      | ZWE | MON | POR    | KEN 5  | FRA   | GRI | NZL | ARG | FIN | AUS | ITA | IVK | GBR |        | 34   | 8      |
| 1990    | Subaru Technica International | Subaru Legacy RS        | MON | POR | KEN NF | FRA    |       |     |     |     |     |     |     |     |     |        | 47   | 3      |
| 1990    | Ian Duncan                    | Subaru Legacy RS        |     |     |        |        | GRI 8 | NZL | ARG | FIN | AUS | ITA | IVK | GBR |     |        | 47   | 3      |
| 1991    | Ian Duncan                    | Subaru Legacy RS        | MON | ZWE | POR    | KEN 6  | FRA   | GRI | NZL | ARG | FIN | AUS | ITA | IVK | SPA | GBR    | 36   | 6      |
| 1992    | Toyota Team Kenya             | Toyota Celica GT-Four   | MON | ZWE | POR    | KEN 6  | FRA   | GRI | NZL | ARG | FIN | AUS | ITA | SPA | IVK | GBR    | 34   | 6      |
| 1993    | Toyota Castrol Team           | Toyota Celica Turbo 4WD | MON | ZWE | POR    | KEN 3  | FRA   | GRI | ARG | NZL | FIN | AUS | ITA | SPA | GBR |        | 19   | 12     |
| 1994    | Toyota Castrol Team           | Toyota Celica Turbo 4WD | MON | ZWE | POR    | KEN 1  | FRA   | GRI | ARG | NZL | FIN | AUS | ITA | SPA | GBR |        | 11   | 20     |
| 1995    | Toyota Team Kenya             | Toyota Celica Turbo 4WD | MON | ZWE | POR    | KEN 3  | FRA   | GRI | ARG | NZL | FIN | AUS | ITA | SPA | GBR |        | -    | -      |
| 1996    | Toyota Team Kenya             | Toyota Celica GT-Four   | MON | ZWE | POR    | KEN 3  | IDN   | FRA | GRI | NZL | ARG | FIN | AUS | ITA | SPA | GBR NF | 12   | 12     |
| 1997    | Toyota Team Kenya             | Toyota Celica GT-Four   | MON | ZWE | KEN 3  | POR    | SPA   | FRA | ARG | GRI | NZL | FIN | IDN | ITA | AUS | GBR    | 13   | 4      |
| 1999    | Toyota Team Kenya             | Toyota Corolla WRC      | MON | ZWE | KEN 4  | POR    | SPA   | FRA | ARG | GRI | NZL | FIN | CHN | ITA | AUS | GBR    | 17   | 3      |